# 云南马㼎儿
云南马㼎儿（学名：Zehneria marginata）为葫芦科马㼎儿属下的一个种。